# Howard Martin Temin
Howard Martin Temin (ur. 10 grudnia 1934 w Filadelfii, Pensylwania, zm. 9 lutego 1994 w Madison) – amerykański profesor onkologii, wirusologii, genetyk, laureat Nagrody Nobla w roku 1975 w dziedzinie fizjologii i medycyny.

## Życiorys
Howard Martin Temin urodził się jako drugi z trzech synów Annette i Henry Teminów. Jego ojciec był adwokatem, a matka działaczką społeczną.
Podstawowe wykształcenie uzyskał w szkołach w Filadelfii. Jego zainteresowania biologiczne narodziły się w latach 1949–1952 w trakcie uczestniczenia w programie dla studentów szkoły średniej w Laboratorium Jacksona Laboratorium w Bar Harbor, Maine i latem 1953, które spędził w Instytucie Badań nad rakiem (Institute for Cancer Research). W latach 1951–1955 uczęszczał do Swarthmore College, biorąc w nich udział w ważnych i mniej ważnych programach badawczych (Honors Program).
W 1955 roku Temin został studentem biologii w Kalifornijskim Instytucie Technologii w Pasadenie w Kalifornii, specjalizując się w embriologii doświadczalnej. Po półtora roku zmienił dotychczasowy kierunek na wirusologię zwierzęcą, stając się studentem w laboratorium profesora Renato Dulbecco. Doktorat napisał na temat wirusa RSV.
W Kalifornijskim Instytucie Technologii pracował również z profesorem Maxem Delbrückiem i z dr. Matthew Meselsonem. Po obronie doktoratu w 1959 roku przez kolejny rok pracował w laboratorium prof. Dulbecco jako asystent. W tym samym roku prowadził badania eksperymentalne, których efektem było sformułowanie hipotezy prowirusa dla wirusa RSV.
W 1960 Howard Temin przeprowadził się Madison i jako asystent profesora pracował w McArdle Laboratorium Badań nad rakiem (McArdle Laboratory for Cancer Research), będący działem onkologii w Szkole Medycznej Uniwersytetu Wisconsin w Madison. Jego pierwsze laboratorium znajdowało się w suterenie wyposażone w bardzo prymitywny sprzęt. Tam wykonał eksperymenty, które doprowadziły w 1964 roku do sformułowania hipotezy prowirusa DNA. Pod koniec 1964 roku jego laboratorium zostało przeniesione do nowego budynku. Z biegiem czasu zdobywał kolejne stopnie naukowe: profesora nadzwyczajnego, Wisconsin Alumni Research Foundation Professor of Cancer Research a w roku 1974 został profesorem Amerykańskiego Instytutu Onkologii Wirusowej Raka i Biologii Komórki. Od 1964 do 1974 otrzymywał nagrody za rozwój kariery od Narodowego Instytutu Raka.
W roku 1960 pracował nad kontrolą mnożenia niezarażonych komórek i nad wirusem RSV zakażonych komórek w kulturze. Praca ta doprowadziła do uznania roli określonych czynników surowicy w kontroli mnożenia komórki i przedstawieniu, że produkcji multiplication-stimulating w surowicy cielęcej dla fibroblastów kurczęcia był ten sam jak u hormonu somatomedin.
Do roku 1975 jego dalsze badania doprowadziły do odkrycia nowego mechanizmu przekazywania informacji genetycznej i warunkującego go enzymu nazwanego odwrotną transkryptazą. W roku 1975 otrzymał Nagrodę Nobla, wraz z Renato Dulbecco i Davidem Baltimore, za odkrycie oddziaływań między wirusami onkogennymi a genetycznym materiałem komórki.
Howard Martin Temin w 1962 roku poślubił Rayle Greenberg z Brooklynu z Nowego Jorku, genetyczkę, z którą miał dwie córki Sarah Beth i Miriam.
W 1994 zmarł na raka płuc.

## Nagrody i wyróżnienia
Howard Martin Temin był redaktorem dzienników, m.in. Journal of Cellular Physiology, Journal of Virology, i Procesów Narodowej Akademii Nauki USA. Był członkiem honorowym Narodowego Instytutu Zdrowia sekcji Badań Wirusologii oraz członkiem amerykańskiego komitetu do walki z AIDS. Był laureatem wielu nagród, m.in.:
- nagrody Warren Triennial wraz z David Baltimore;
- nagrody Pap of the Papanicolaou Institute z Miami z Florydy;
- nagrody Bertnera;
- nagrody Fundacji Steel w dziedzinie biologii molekularnej;
- nagrody Narodowej Akademii Nauk USA;
- nagrody Amerykańskiego Instytutu Chemicznego;
- National Medal of Science 1992 roku.